# خلل تكون الغدد التناسلية XY
خلل تكون الغدد التناسلية XY (بالإنجليزية:  XY gonadal dysgenesis)‏ يُعرف أيضاً باسم متلازمة سوير (Swyer syndrome) هو نوع من أنواع قصور الغدد التناسلية لدى الشخص الذي يكون نمطه الكروموسومي 46، XY.  يكون لدى هؤلاء الأشخاص عادةً الأعضاء التناسلية الأنثوية الخارجية، ويعرفون على أنهم أنثى.
يكون الشخص أنثوي من الخارج ومصاب بمرض خلل الغدد التناسلية، تسمى الغدد التناسلية الغير وظيفية بالغدد التناسلية التلمية، وإذا تُرك الشخص دون علاج، فلن يصل إلى مرحلة البلوغ.  عادة ما تتم إزالة هذه الغدد التناسلية جراحياً، حيث أن نتائجها يمكن أن تكون خطيرة لدرجة الإصابة بالسرطان.[بحاجة لمصدر]العلاج الطبي النموذجي هو العلاج بالهرمونات البديلة. سميت المتلازمة باسم جيرالد سوير، عالم الغدد الصماء، ومقره لندن.

## العلامات والأعراض
يولد الأشخاص المصابون بمتلازمة سوير بمظاهر أنثوية طبيعية في معظم النواحي التشريحية باستثناء أن الطفل يكون مصاب بمرض الغدد التناسلية غير الوظيفية بدلاً من المبايض أو الخصيتين. نظرًا لأن المبايض لا تنتج أي تغيرات مهمة في الجسم قبل البلوغ عموماً، فيبقى المرض غير مشخّص حتى يحدث فشل في البلوغ.
مخاطر متلازمة سوير بدون علاج تشمل ما يلي:
1. لا يمكن أن تُتنج الغدد التناسلية هرمون الاستروجين، لذلك لن يتطور الثدي ولن ينمو الرحم أو يحيض حتى يتم إعطاء الاستروجين. وغالبا ما يعطى هذا عن طريق الجلد.
2. لا يمكن أن تُنتج الغدد التناسلية هرمون البروجسترون، لذلك لن تكون فترات الدورة الشهرية قابلة للتنبؤ حتى يتم إعطاء البروجستين عادةً كحبة.
3. لا يمكن أن تنتج الغدد التناسلية بويضًا، لذا فإن الحمل من غير أي تدخل طبي أمر غير ممكن. تم الإبلاغ عن حالة من الحمل دون مساعدة في امرأة واحدة تشكو من خلل تكون الغدد التناسلية XY. [4]يمكن للمرأة التي لديها رحم ومبيض ولكن بدون جاميت أن تصبح حاملاً عن طريق زرع بويضة مخصبة من امرأة أخرى (نقل الأجنة).
4. الغدد التناسلية التلمية للخلايا المحتوية على كروموسوم Y لديها احتمال كبير للإصابة بالسرطان، وخاصة سرطان الغدد التناسلية.[5]عادة ما يتم إزالة الغدد التناسلية التلمية في غضون عام أو نحو ذلك من التشخيص لأن السرطان يمكن أن يبدأ أثناء الطفولة.

## علم الوراثة
يوضح الجدول أدناه الترابطات الجينية لمتلازمة سوير.
| نوع                                                                          | OMIM   | جينة      | مكان    |
| ---------------------------------------------------------------------------- | ------ | --------- | ------- |
| خلل تكون الغدد التناسلية46,XY. كاملة، مرتبطة ب SRY                           | 400044 | SRY       | Yp11.3  |
| خلل تكون الغدد التناسلية46,XY. كاملة أو جزئية، مرتبطة بDHH                   | 233420 | DHH       | 12q13.1 |
| خلل تكون الغدد التناسلية46,XY. كاملة أو جزئية، مع أو بدون فشل الغدة الكظرية. | 612965 | NR5A1     | 9q33    |
| خلل تكون الغدد التناسلية46,XY. كاملة، مرتبطة بCBX2                           | 613080 | CBX2      | 17q25   |
| خلل تكون الغدد التناسلية46,XY. كاملة أو جزئية، مع حذف 9p24.3                 | 154230 | DMRT1 / 2 | 9p24.3  |

تم التعرف على سبعة جينات أخرى مع ارتباطات محتملة ليست مفهومة بشكل واضح حتى الآن.

### خلل تكون الغدد التناسلية النقي
هناك عدة أشكال من خلل تكون الغدد التناسلية. تم استخدام مصطلح «خلل تكون الغدد التناسلية النقي» (PGD) لوصف الحالات التي تحتوي على مجموعات طبيعية من الكروموسومات الجنسية (على سبيل المثال، 46، XX أو 46، XY)، على عكس أولئك الذين ينتج خلل تكون الغدد التناسلي عن فقدان كل أو جزء من الكروموسوم الجنسي الثاني. تشتمل المجموعة الأخيرة على المصابين بمتلازمة تيرنر (أي 45، X) ومتغيراتها، بالإضافة إلى خلل الغدد التناسلية المختلط ومزيج من خطوط الخلايا، بعضها يحتوي على كروموسوم Y.
يُشار إلى متلازمة سوير(خلل تكون الغدد التناسليةXY) ب(PGD, 46,XY). ويشار إلى خلل تكون الغدد التناسلية XX ب(PGD, 46,XX). الأشخاص الذين يعانون من PGD لديهم النمط النووي العادي ولكن قد يكون لديهم عيوب في جين معين على كروموسوم ما.

## الإمراض
الخطوة الأولى المعروفة للتمايز الجنسي لجنين لديه الكروموسومات الجنسية XY الطبيعية هي تطوير الخصيتين.  تتطلب المراحل المبكرة من تكوين الخصية في الشهر الثاني من الحمل عمل العديد من الجينات، ومن أهمها SRY، المنطقة التي تحدد الجنس في الكروموسوم Y. تسبب طفرات SRY الكثير من الحالات المرتبطة بمتلازمة سوير.
عندما يكون مثل هذا الجين معيبًا، فإن الغدد التناسلية غير متمايزة تفشل في التمايز إلى خصيتين في الجنين XY (الذكر وراثيًا). بدون الخصيتين، لا يتم إنتاج هرمون التستوستيرون أو الهرمون المضاد للموليرن ( Anti-Müllerian hormone) (AMH). بدون التستوستيرون، تفشل قنوات الكلوة الجنينية الموسطة في التطور، لذلك لا يتم تشكيل أعضاء ذكرية داخلية. فضلاً عن ذلك، فإن عدم وجود هرمون التستوستيرون يعني أنه لا يوجد أي ديهيدروتستوستيرون وبالتالي فإن الأعضاء التناسلية الخارجية تفشل في التذكير، مما يؤدي إلى الأعضاء التناسلية الأنثوية الطبيعية. بدون AMH، تتطور القنوات المولرية (الكلوة الجنينية الموسطة الإضافية) إلى أعضاء داخلية طبيعية (الرحم، قناة فالوب، عنق الرحم، المهبل).

## التشخيص
بسبب عدم قدرة الغدد التناسلية التلمية على إنتاج هرمونات جنسية (الاستروجين والأندروجين على حد سواء)، فإن معظم الخصائص الجنسية الثانوية لا تتطور. هذا ينطبق بشكل خاص على التغيرات الاستروجينية مثل نمو الثدي، وتوسع الحوض والوركين، وفترات الدورة الشهرية. نظرًا لأن الغدد الكظرية يمكن أن تنتج كميات محدودة من الأندروجينات ولا تتأثر بهذه المتلازمة، فإن معظم هؤلاء الأشخاص يصابون بشعر العانة، على الرغم من أنه غالباً ما يظل متناثرًا بشكل غير كثيف.
يكشف تقييم البلوغ المتأخر عادة عن ارتفاع الغونادوتروبينات، مما يشير إلى أن الغدة النخامية ترسل إشارات للبلوغ ولكن الغدد التناسلية تفشل في الاستجابة. تتضمن الخطوات التالية للتقييم عادة فحص النمط النووي وتصوير الحوض. يكشف النمط النووي عن كروموسومات XY ويوضح التصوير وجود رحم مع غياب المبايض (لا تظهر عادة الغدد التناسلية التلمية في أغلب أنواع التصوير). على الرغم من أن النمط النووي XY يمكن أن يشير أيضًا إلى وجود شخص مصاب بمتلازمة عدم الحساسية للأندروجين الكاملة، ولكن غياب الثديين، ووجود الرحم وشعر العانة يستبعد هذا الاحتمال. في هذه المرحلة، عادة ما يكون من الممكن للطبيب إجراء تشخيص لمتلازمة سوير.

### حالات متعلقة
تمثل متلازمة سوير إحدى الأنماط الظاهرية لفشل الغدد التناسلية في التطور بشكل صحيح، وبالتالي فهي جزء من فئة من الحالات تسمى خلل تكون الغدد التناسلية. هناك العديد من أشكال خلل تكون الغدد التناسلية.
متلازمة سوير هي مثال على الحالة التي يكون فيها جسد أنثوي غير مبهم خارجياً يحمل الغدد التناسلية الشاذة أو غير النمطية أو غير الطبيعية.  وتشمل الأمثلة الأخرى متلازمة انعدام الحساسية الكاملة للاندروجين، وحذف الكروموسوم X الجزئي، وتضخم الغدة الكظرية الخلقي الشحمي، ومتلازمة تيرنر.

## العلاج
عند التشخيص، عادة ما يبدأ العلاج بالإستروجين والبروجستيرون، مما يعزز تطور الخصائص الأنثوية.

## علم الأوبئة
تشير التقديرات إلى أن معدل الإصابة بمتلازمة سوير هو واحد من بين كل 100000 شخص.  تم الإبلاغ عن أقل من 100 حالة حتى عام 2018. هناك حالات نادرة للغاية لمتلازمة سوير العائلية.

## التاريخ
تم وصف متلازمة سوير لأول مرة من قبل G. I. M. Swyer في عام 1955 في تقرير لحالتين سريريتين.